# Hammar (Askersund)
Hammar is een plaats in de gemeente Askersund in het landschap Närke en de provincie Örebro län in Zweden. De plaats heeft 289 inwoners (2005) en een oppervlakte van 65 hectare.